# Paul Belmondo
Paul Belmondo (Boulogne-Billancourt, 29 de abril de 1963) es un expiloto francés de automovilismo que disputó un total de 27 Grandes Premios de Fórmula 1, arrancando en siete, con los equipos March Engineering y Pacific Racing, sin conseguir puntos. Es hijo del actor Jean-Paul Belmondo, y saltó a la fama en 1981 como la pareja de Estefanía de Mónaco. 
En 1987 participó en Fórmula 3 y Fórmula 3000, aunque él nunca superó los 10 campeonatos en ninguna de ellas. En 1992 organizó un equipo de F1 como pay driver, consiguiendo el noveno lugar en el Gran Premio de Hungaroring Prix magnífico húngaro, pero corrió solamente en otras cuatro ocasiones antes de gastar todo su dinero, siendo sustituido por Emanuele Naspetti. Dos años más tarde en la temporada 1994 se unió al equipo Pacific Grand Prix, donde calificó solamente para dos carreras tras su compañero de equipo Bertrand Gachot. Tras esta etapa se concentró en GT, donde competía con un Chrysler Viper GTS-R. Creó su propio equipo, Paul Belmondo Racing, que compitió en el Campeonato FIA GT y en Le Mans Series hasta que se retiró en 2007.

## Resultados

### Fórmula 1
(Clave) (negrita indica pole position) (cursiva indica vuelta rápida)

| Año     | Escudería          | 1       | 2       | 3       | 4       | 5       | 6       | 7       | 8       | 9       | 10      | 11      | 12      | 13      | 14      | 15      | 16      | Pos. | Puntos |
| ------- | ------------------ | ------- | ------- | ------- | ------- | ------- | ------- | ------- | ------- | ------- | ------- | ------- | ------- | ------- | ------- | ------- | ------- | ---- | ------ |
| 1992    | March F1           | RSA DNQ | MEX DNQ | BRA DNQ | ESP 12  | SMR 13  | MON DNQ | CAN 14  | FRA DNQ | GBR DNQ | GER 13  | HUN 9   | BEL     | ITA     | POR     | JPN     | AUS     | NC   | 0      |
| 1994    | Pacific Grand Prix | BRA DNQ | PAC DNQ | SMR DNQ | MON Ret | ESP Ret | CAN DNQ | FRA DNQ | GBR DNQ | GER DNQ | HUN DNQ | BEL DNQ | ITA DNQ | POR DNQ | EUR DNQ | JPN DNQ | AUS DNQ | NC   | 0      |
| Fuente: |                    |         |         |         |         |         |         |         |         |         |         |         |         |         |         |         |         |      |        |